# Protoporphyrine IX
La protoporphyrine IX est un intermédiaire du métabolisme des porphyrines. Il est produit à partir du protoporphyrinogène IX par la protoporphyrinogène oxydase et est converti en hème b par la ferrochélatase.